# Cloître Saint-Germain-l'Auxerrois
Le cloître Saint-Germain-l'Auxerrois est une voie de l'ancien 4e arrondissement de Paris longeant l'église Saint-Germain-l'Auxerrois par le nord et par l'ouest. Le cloître Saint-Germain-l'Auxerrois a disparu avec l'agrandissement de la place du Louvre puis avec la construction de la mairie du 1er arrondissement et de son beffroi achevés en 1862.

## Origine du nom
Cette voie tient son nom de l’enceinte fermée où se trouvaient les logements des chanoines, le cloître de l'église Saint-Germain-l'Auxerrois. Les premières traces de ce cloître remontent au XIe siècle, il se trouvait au  nord de l'église.

## Situation
Au XVIIIe siècle, le cloître commençait rue de l'Arbre-Sec et longeait l'église par le nord puis tournait vers le sud pour former une sorte de parvis de l'église et continuait au-delà de la rue des Prêtres-Saint-Germain-l'Auxerrois sans atteindre le quai de l'École dont il était séparé par des maisons. Le cloître était fermé la nuit.

## Historique
En 1271, le cloître Saint-Germain-l'Auxerrois se nommait « ruella Guidonis de Ham ». Il prit ensuite le nom de « cul-de-sac de la Treille » puis, au XVe siècle, celui de « rue du Puits-du-Chapitre ». Au XIXe siècle, sa partie ouest étendue jusqu'à la place du Louvre est devenue la place Saint-Germain-l'Auxerrois tandis que sa partie nord constituait la rue Chilpéric.
Edgar Mareuse suppose que c'est cette voie qui est citée dans Le Dit des rues de Paris de Guillot de Paris sous la forme « rue Sus la Rivière » lorsque celui-ci indique : « Par le Saint-Esperit, de rue Sus la Rivière en la Grant-rue. »
En 1702, la voie, qui fait partie du quartier du Louvre, comporte 10 maisons et 4 lanternes.
Au XIXe siècle, le cloître Saint-Germain-l'Auxerrois disparaît progressivement. D'abord avec la création de la place Saint-Germain-l'Auxerrois par démolition d'une partie des maisons séparant le cloître de la place du Louvre, puis par l'extension en 1854 de la place du Louvre à l'ensemble de la partie ouest du cloître en détruisant les derniers immeubles séparant cette place de l'église.
Durant les Trois Glorieuses, la voie est le théâtre d'affrontement entre les insurgés et la troupe.
La partie nord du cloître, qui est devenue la rue Chilpéric, subsiste jusqu'à la construction de la mairie du 1er arrondissement et de son beffroi achevés en 1862. Le nom de Chilpéric fait référence Chilpéric Ier à qui pourrait être attribuée la création de l'église au VIe siècle. L'espace laissé libre par cette rue est occupé par la cour du presbytère et par la cour de l'école voisine ainsi que par la sacristie de l'église qui y est implantée en 1912.

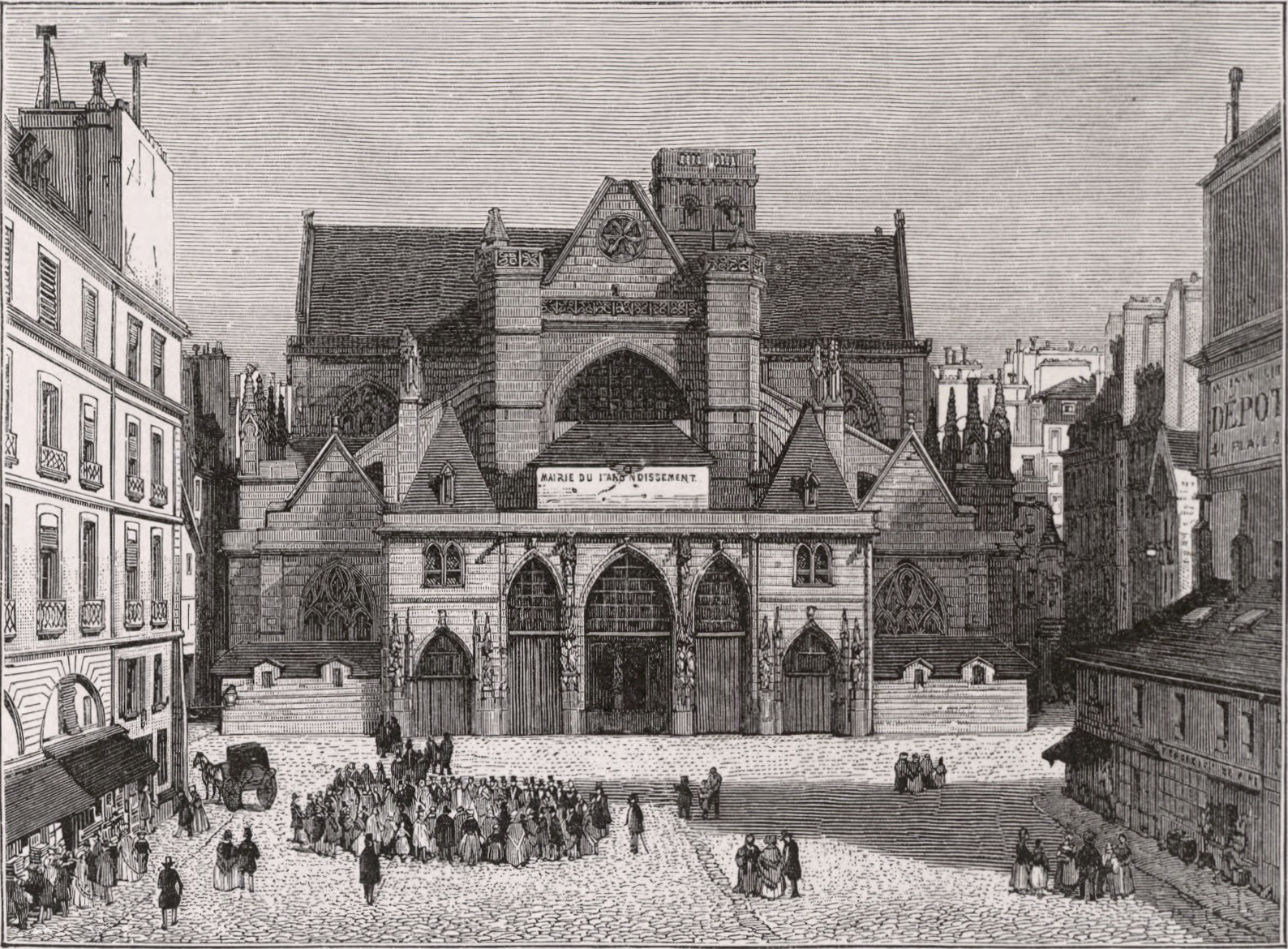
Vue de la place Saint-Germain-l'Auxerrois et de l'église en 1834 ainsi que du début de la rue Chilpéric qui longe le côté gauche de l'église (l'église a été désaffectée de 1831 à 1837 et portait alors l'inscription « Mairie du 4e arrondissement »[8])
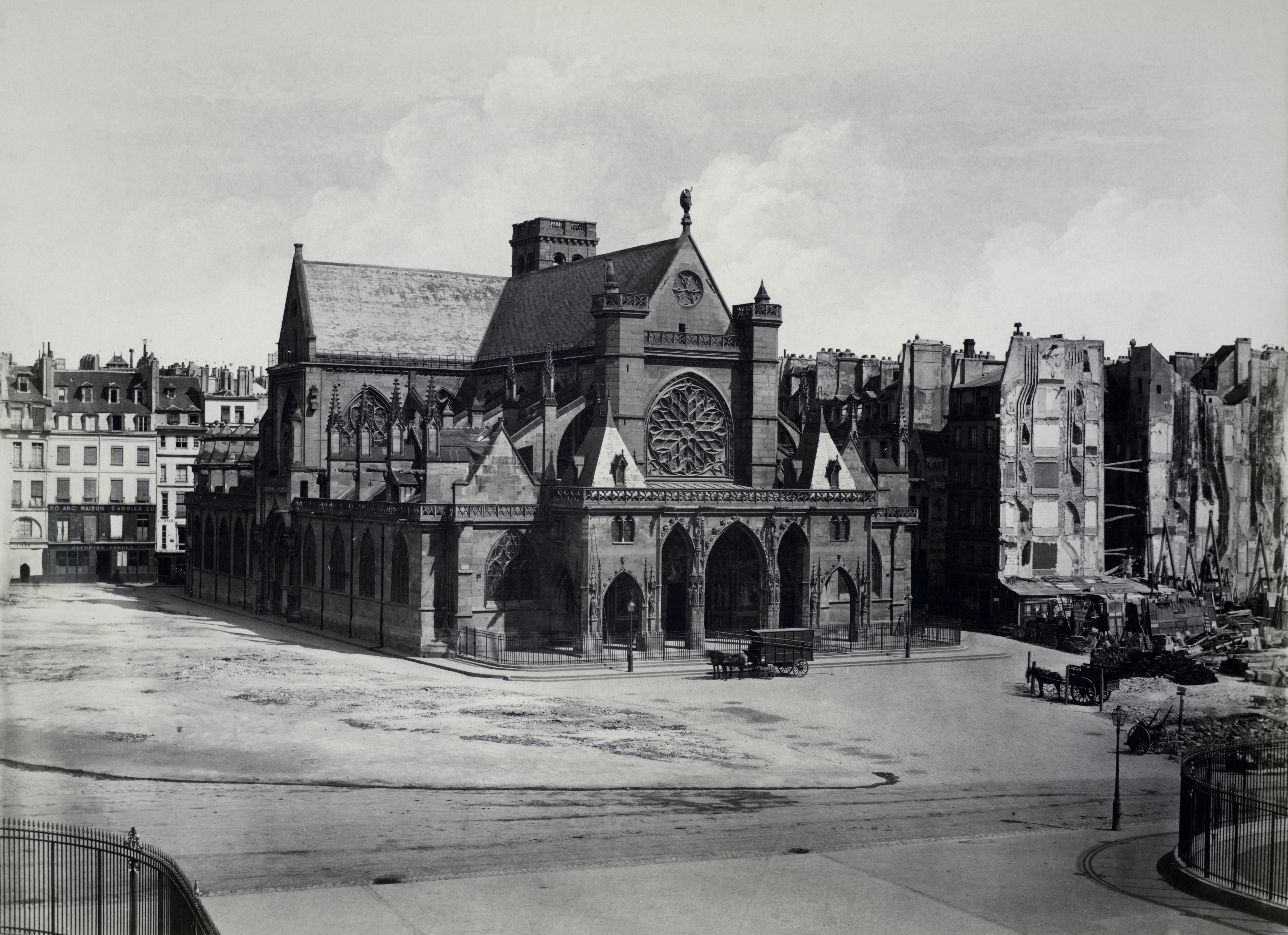
Vue de l'église Saint-Germain-l'Auxerrois en 1858 après l'agrandissement de la place du Louvre et avant la construction de la mairie du 1er arrondissement (photo d'Édouard Baldus) : longeant l'église, l'ancien cloître Saint-Germain-l'Auxerrois était situé dans l'espace libre autour de l'église.
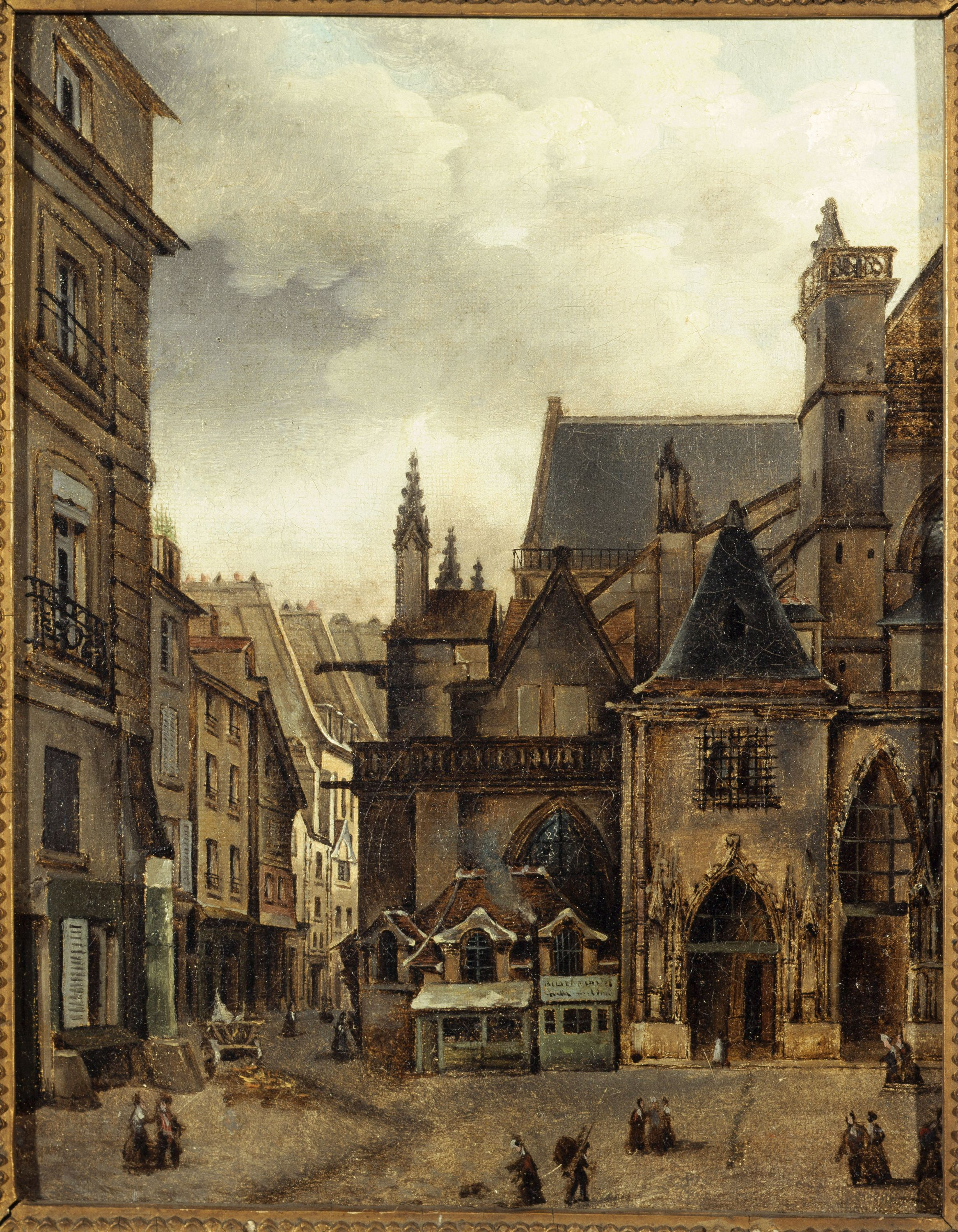
L'église de Saint-Germain-l'Auxerrois et la rue Chilpéric, vers 1840. Anonyme (ca. 1840), musée Carnavalet, Paris.

## Bâtiments remarquables et lieux de mémoire
Dans la partie nord du cloître, entre la rue de l'Arbre-Sec et le cul-de-sac du Cloître se trouvait l'hôtel de Sourdis. Entre la rue du Demi-Saint et la rue du Petit-Bourbon, une académie des enfants fut créée en 1786.